# تکیه بروجردی‌ها
تکیه بروجردی ها متعلق به دوره قاجار است و در اصفهان، جنوب غربی گورستان تخت فولاد (ضلع جنوب غربی خیابان سعادت آباد) جای گرفته است. این تکیه، ۱۰ خرداد ۱۳۸۲ با شمارهٔ ثبت ۹۰۷۴ به‌ عنوان یکی از آثار ملی ایران به ثبت رسیده است.